# 51年綱領

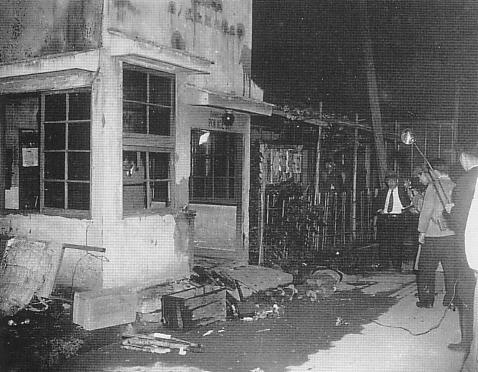
襲撃を受けた岩之坂派出所（1952年6月25日、東京都板橋区）

51年綱領（）または51年テーゼ（）とは、1951年（昭和26年）10月の日本共産党第5回全国協議会（五全協）で採択された綱領『日本共産党の当面の要求 - 新しい綱領』のことである。

## 概要
五全協は当時の党主流派であった所感派主導のもとで開催され、「日本の解放と民主的変革を平和の手段によって達成しうると考えるのはまちがい」と記載した本綱領と、同時に「われわれは武装の準備と行動を開始しなければならない」とする『軍事方針』を採択した。これらは暴力革命必然論に基づく武装闘争方針であり、この方針に基づき警察襲撃事件が相次いだ。
第25回衆議院選挙で候補者全員の落選を招いたため、日本共産党は「一つの重要な歴史的な役割を果たした」と評価し、これを廃止した。その後も綱領集に掲載されるなど、正規の旧綱領・旧方針であったことは30年以上にわたり公式に否定されていなかったが、1993年6月25日のしんぶん赤旗2面で『51年文書』と格下げ表明して以降、日本共産党は正規の党綱領であった過去を認めない姿勢を採っている。

## 経緯

### 「50年問題」の発生
1950年1月6日、コミンフォルムが「日本の情勢について」と題する論文を機関誌『恒久平和のために人民民主主義のために!』に掲載し、野坂参三らが主張していた平和革命戦術について、"日本は米国の完全な従属化にあるにもかかわらず、日本共産党の一部のものは、米軍の撤退を求めて独立を闘いとることもしないのみか、占領下においても社会主義への平和移行が可能であるとさえいっている。このような野坂のいう平和革命論は、米軍とその背後にある資本家勢力を美化し、日本の人民を欺く理論であり、マルクス・レーニン主義とは縁もゆかりもないもの"と痛烈に批判した（『コミンフォルム批判』）。
当初日本共産党はこれをデマと見做し、1月8日に中央委員会・統制委員会連名で「この外国電報を信ずるなら同志スターリンはすでに二〇たび死んだであろうし、同志毛沢東は一〇たび誤りを犯したことになるであろう」と声明を出した（『党撹乱のデマを打ち破れ』）。しかし、これが事実であることが間もなくわかり、党に混乱が生じた（「50年問題」）。
日本共産党書記長の徳田球一ら党主流派はコミンフォルム批判に対し「日本の情勢を十分考慮していない」と反論する『「日本の情勢について」に関する所感』を1月12日に発表。逆にコミンフォルムに賛同する宮本顕治はこれに反発して、「右翼日和見主義」「民族主義」「チトー主義者」などと徳田らを攻撃した。徳田を支持する者たちと宮本を支持する者たちとが、それぞれ「所感派」・「国際派」と呼ばれるグループを形成した。両者は激しく罵り合い、党の分裂は誰の目にも明らかとなった。
1月17日、中国共産党機関紙『人民日報』が、アジア大洋州労働組合会議での劉少奇の報告内容に沿う形で、コミンフォルム批判を肯定し革命において議会闘争は補助手段にすぎないとする「日本人民解放の道」を発表。これを受けて所感派はコミンフォルムの論評について「積極的意義を認める」と方針転換して事態収拾を図るが、その後も文書による非難合戦や分派形成と党員除名の応酬が相次いだ。
6月6日、緊迫する朝鮮半島事情を受けて、GHQ指示のもとでレッドパージが始まり、徳田らは地下に潜伏。所感派によって組織された椎名悦郎を議長とする臨時中央指導部（臨中）は、6月22日に「分派主義者との闘争」を決議し、各党組織の二派の間で泥仕合が展開された。9月3日に『人民日報』が「今こそ日本人民は団結して敵と闘うべきである」とする社説を出すが、これは事実上の臨中への帰順の呼びかけであった。

### 所感派による党掌握、『51年綱領』の採択
翌1951年2月、ソ連・中共の指示のもと、所感派は第4回全国協議会を開催して軍事方針を含む行動指針を採択。コミンフォルムは同年8月10日にこれを支持をする論文を出し、モスクワ放送を通じて「国際派は所感派主導下の党戦列に復帰すべきである」と日本国内の共産分子に対して呼びかけた。これにより所感派が日本共産党を掌握した。「日米反動を利する」分派活動としてコミンフォルムから批判された宮本らは、自己批判書を書いて所感派による"日本共産党"に復帰した。
続いて日本共産党は同年10月に第5回全国協議会を開催し、その中で『日本共産党の当面の要求 - 新しい綱領』（『51年綱領』）を採択した。
『51年綱領』の主な内容としては、以下のとおりである。
- 日本はアメリカ帝国主義の隷属化にある半封建的な植民地的国家である
- したがってこのアメリカの支配から我が国の国民を開放するためのいわゆる「民族解放」と32年テーゼに規定する我が国の半封建的な反動勢力を打倒するという「民主主義革命」とを結合した「民族解放民主革命」が当面する革命の任務である
- 日本の解放と民主的変革を、平和の手段によって達成しうると考えるのはまちがいである（これまでの平和革命方式を捨て、暴力革命を採ることを表明）

この文章は、「米占領軍が日本のいたる所で耐えがたいような状況をつくることが必要だが、このためには愛国勢力の統一戦線結成を考えなくてはならない」とのヨシフ・スターリンの意向のもと、朝鮮戦争の兵站基地にあたる日本での後方撹乱を目論むソビエト連邦共産党側の指導によるものであり、国共内戦で成功を収めた「農村が都市を包囲する」という人民戦争理論が盛り込まれていた。なお、モスクワに派遣されていた国際派に属する袴田里見もこの内容に同意している。
5全協では、『51年綱領』とともに『われわれは武装の準備と行動を開始しなければならない』と題し「占領制度を除き、吉田政府を倒す闘いには、敵の武装力から味方を守り、敵を倒す手段が必要である。この手段は、われわれが軍事組織をつくり武装し、行動する以外にない」「われわれの軍事的な目的は、労働者と農民のパルチザン部隊の総反抗と、これと結合した、労働者階級の武装蜂起によって、敵の兵力を打ち倒すことである」などとした軍事方針武装行動綱領（『軍事方針』）も打ち出された。日本共産党は火炎瓶を用いた武装闘争に突入し、殺人事件や騒擾事件をひきおこした。
このような日本共産党の非合法活動は、日本国民から非難されるところとなり、支持を失った日本共産党は、1952年（昭和27年）の第25回衆議院議員総選挙で全議席を失った。

### 『51年綱領』の撤回

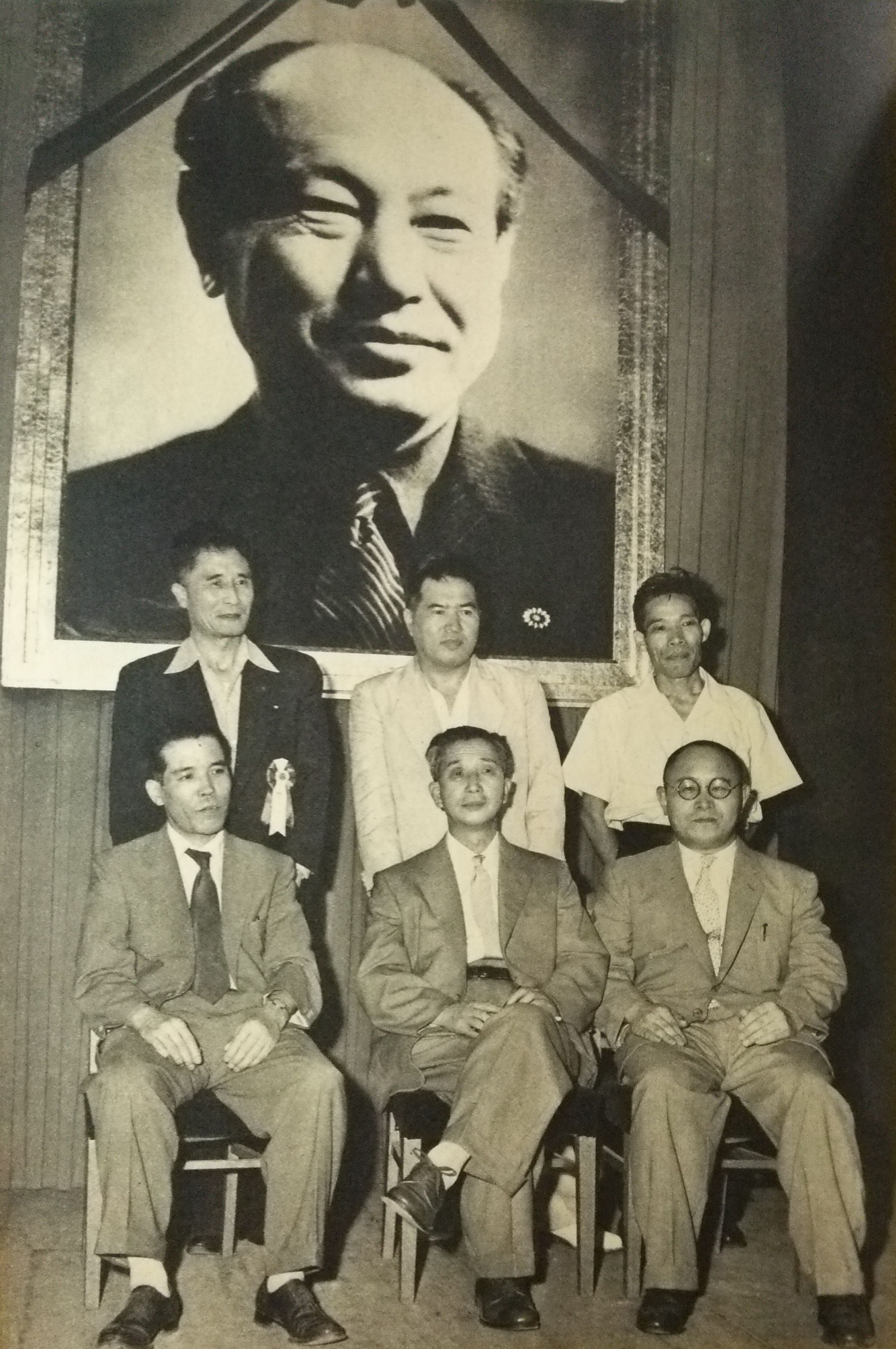
徳田球一の遺影を囲む日本共産党指導者ら（1955年8月）

1953年にスターリンと徳田が死亡したのが転機となり、勢力挽回を図る日本共産党は1955年7月の第6回全国協議会（六全協）で、武装闘争を「誤りのうちもっとも大きなものは、極左冒険主義である。この誤りは、党が国内の政治情勢を評価するにあたって、自分自身の力を過大に評価し、敵の力を過小評価したことにもとづいている」などと自己批判した。
一方で「新しい綱領が採用されてから後に起こったいろいろのできごとと、党の経験は、綱領にしめされているすべての規定が、完全に正しいことを実際に証明している」「わが党の基本方針は依然として新しい綱領にもとづいて、日本民族の独立と平和を愛する民主日本を実現するために、すべての国民を団結させてたたかうことである」としており、『51年綱領』を評価し、引き続き綱領として堅持している。
1958年7月の第7回党大会では、国際派であった宮本を書記長に選出するとともに、『51年綱領』を「一つの重要な歴史的な役割を果たした」と評価した上で、正式に廃止した。一方で1962年に日本共産党党中央委員会が発行した綱領集では、51年綱領の全文が収録されていた。
警察・公安警察は、これらの見直しの中で「（革命方式が）平和的となるか非平和的となるかは、結局敵の出方による」とする『敵の出方論』の方針が出されており、日本共産党は現在も暴力革命を手段として放棄していないと見解を示している。
一方、党の方針に忠実に従って武装闘争に参加した挙げ句に取り残された活動家らは、さらにスターリン批判やハンガリー動乱武力鎮圧など、ソビエト社会主義共和国連邦の動きにも打ちのめされることとなり、それらによる虚脱感は「6全協ノイローゼ」と呼ばれた。日本共産党の新たな方針に従わなかった活動家は武装闘争を継続し、これが日本の新左翼（極左暴力集団）のルーツとなっている。

## 1993年以降の日本共産党の主張及びそれに対する批判
1993年6月24日付の宇野三郎名で出された（発表は6月25日付の『しんぶん赤旗』）「いわゆる『51年綱領』という用語の変更について」において、『51年綱領』について、「党規約にもとづく正規の会議で採択された文書ではない」「分派組織が外国の党に押し付けられた文書を綱領などと呼ぶことは適切ではない」として、『51年文書』と呼び変えると表明しだした。これ以降の日本共産党は、『51年綱領』に係る党への一切の批判をデマと断じ、過去の暴力的破壊活動は"分裂した一方が行ったことで、党としての活動ではない""党の正規の方針として『暴力革命の方針』をとったことは一度もない"と主張している。上記の『51年綱領』採択時に分派が存在したという主張は、所感派が主流派であったこと及び分派活動と批判された宮本ら国際派が自己批判書を書いて復党し、共産党の統一が回復された後に『51年綱領』が採択されたという当時の記録に明確に矛盾する。
一方、警察庁警備局は、白鳥警部射殺事件や大須騒擾事件等を例に挙げ、日本共産党が暴力的破壊活動を行ったことは歴史的事実であるとして批判している。さらに、「第7回党大会では、野坂参三第一書記（当時）が五全協について"党の分裂状態を実質的に解決していない状況の中で開かれたもので不正常なものであることをまぬがれなかった"としつつも、"ともかくも一本化された党の会議であった"と認めている」と指摘している。更に公安調査庁は、公式ウェブサイトの中で、「党中央委員会議長と党常任幹部会副委員長をそれぞれ務めた不破哲三と上田耕一郎も、1963年の共著の中で「（当時の武装闘争について）たんに常識はずれの『一場の悪夢』としてすまされることのできない、一国の共産党が全組織をあげ、約2年間にわたって国民にさし示した"責任のある歴史的行動であった"と総括している」という趣旨の記述をしている。更に、不破哲三は、2016年4月5日付の党HP掲載の対談において、（51年綱領下の武装闘争について、）「あの時期に資本主義国の共産党でスターリンから武装闘争を押しつけられたのは日本共産党だけです。日本は朝鮮戦争の米軍の後方基地だから、そこで攪乱（かくらん）活動をやれば戦争に有利に働くという判断でやられた作戦でした。」と日本共産党が、当時ソ連スターリンからの圧力を受けて、ソ連側の侵略戦争である朝鮮戦争に参加し、後方撹乱のテロ行為を実行したことを認めている。
現在においても、公安調査庁は日本共産党を破壊活動防止法に基づき監視対象としているし、衆議院議員鈴木貴子から提出された質問主意書について、日本国政府（第3次安倍内閣）も2016年3月22日の閣議で、「日本国政府としては（日本）共産党が日本国内で暴力主義的破壊活動を行った疑いがあるものと認識している」「（日本共産党は）現在においても、破壊活動防止法に基づく調査対象団体である」とする答弁書を決定している。これを受けた山下芳生書記局長は、3月22日の記者会見で「憲法違反の破防法の対象になるようなことは、過去も現在も将来も一切ない。極めて厳重な抗議と（質問趣意書に対する）答弁書の撤回を求める」と反論した。
日本経済新聞が2019年（平成31年）2月22日付夕刊において、51年綱領と過去の日本共産党の武装闘争を取り上げたことに対し、3月1日に党広報部長が日本経済新聞社に抗議して「是正措置」を求めるなど、同党はあくまで本綱領（文書）が、現在の日本共産党とは無関係であるという姿勢を貫いている。
弁護士・コメンテーター八代英輝による「共産党はまだ暴力的な革命を党の要綱〔ママ〕として廃止していませんから」との2021年（令和3年）9月10日『ひるおび!』放送中の発言に対しても、日本共産党はTBSテレビに抗議申し入れを行ない、八代は同月13日の放送中に口頭で謝罪している。9月14日、内閣官房長官加藤勝信は記者会見において、いわゆる『敵の出方論』に立った日本共産党の暴力革命の方針については「変更ないものと認識している」と、改めて日本国政府見解を説明した。